# High School Hero
High School Hero (englisch für ‚Held der Oberstufe‘) ist ein US-amerikanischer Stummfilm aus dem Jahr 1927, wobei David Butler sein Regiedebüt gab.

## Handlung
Pete und Bill sind seit ihrer Kindheit Rivalen. In der Highschool wird diese Fehde weiter fortgesetzt, da sich beide in Eleanor verlieben. Erst als beide gemeinsam mit dem Basketballteam im Finale stehen wird diese Fehde beendet, da sie erfahren haben, dass Eleanor mit Allen zusammen ist.

## Hintergrund
Der Film wurde mit einem geschätzten Budget von 53.000 US-Dollar von der Produktionsfirma Fox Film Corporation fertiggestellt. Die Filmaufnahmen wurden in Los Angeles bzw. den Stadtvierteln Hollywood in der Hollywood High School und West Los Angeles in der Sawtelle High School durchgeführt. Die Filmkomödie wurde als Stummfilm in Schwarz-Weiß, bei einem Seitenverhältnis von 1,33:1 auf einem 35-mm-Film, aufgenommen. Das Filmmaterial beläuft sich auf eine Gesamtlänge von 1.675,79 Meter, was sechs Filmrollen bedeutet.
Der Film feierte am 16. Oktober 1927 in den USA seine Premiere.

## Rezeption
Hal Erickson von All Movie Guide findet die Leistung „überzeugend“. Mit diesem Film konnte Butler die Fox Film Corporation für weitere Filme überzeugen, in denen er Regie führte.

## Belege und weiterführende Informationen
1. ↑  Hal Erickson: High School Hero (Memento vom 20. März 2018 im Internet Archive) bei AllMovie (englisch)
2. ↑  High School Hero. The New York Times, abgerufen am 5. November 2014 (englisch).